# Flaccus
Flaccus war ein Cognomen (Beiname), das in zahlreichen römischen Familien (gentes) vorkam. Am verbreitetsten war es in der plebejischen Familie der Fulvier, die als eine der vornehmsten Familien der Stadt Rom betrachtet wird. Cicero und Plinius erklären, die Familie stamme ursprünglich aus Tusculum, wo im 1. Jahrhundert noch Angehörige gelebt haben sollen.
Wie für Beinamen üblich, war Flaccus wahrscheinlich ursprünglich ein Spitzname, wohl von Marcus Fulvius Flaccus, dem Gründer der Familie. Seine Bedeutung wurde verschieden interpretiert, unter anderem als großes Ohr, Schlappohr oder ähnlich.
Der heute wohl berühmteste Träger des Namens ist der Dichter Horaz, Quintus Horatius Flaccus.

## Fulvii Flacci
- Marcus Fulvius Flaccus (Konsul 264 v. Chr.)
- Quintus Fulvius Flaccus (Konsul 237 v. Chr.)
- Gnaeus Fulvius Flaccus, Bruder von Q. Fulvius, verurteilt wegen Feigheit gegen Hannibal 211 v. Chr. und nach Tarquinii verbannt
- Gaius Fulvius Flaccus (Legat), Legat seines Bruders Q. Fulvius 211 und 209 v. Chr.
- Quintus Fulvius Flaccus (Suffektkonsul 180 v. Chr.), nachgewählter Konsul 180 v. Chr.
- Quintus Fulvius Flaccus (Konsul 179 v. Chr.)
- Servius Fulvius Flaccus, Konsul 135 v. Chr.
- Gaius Fulvius Flaccus (Konsul 134 v. Chr.)
- Marcus Fulvius Flaccus (Konsul 125 v. Chr.)

## Valerii Flacci
- Lucius Valerius Flaccus (Konsul 261 v. Chr.), Konsul 261 v. Chr.
- Publius Valerius Flaccus L.f. Flaccus, Konsul 227 v. Chr.
- Lucius Valerius Flaccus (Konsul 195 v. Chr.), Konsul mit Marcus Porcius Cato der Ältere 195 v. Chr.
- Lucius Valerius Flaccus (Konsul 152 v. Chr.), Sohn von Lucius Valerius Flaccus (Konsul 195 v. Chr.)
- Lucius Valerius Flaccus (Konsul 131 v. Chr.)
- Lucius Valerius Flaccus (Konsul 100 v. Chr.)
- Gaius Valerius Flaccus (Konsul 93 v. Chr.), Konsul 93 v. Chr.
- Lucius Valerius Flaccus (Suffektkonsul 86 v. Chr.)
- Lucius Valerius Flaccus (Prätor 63 v. Chr.), städtischer Praetor 63 v. Chr.
- Gaius Valerius Flaccus (1. Jahrhundert), Dichter
- Lucius Valerius Flaccus (Suffektkonsul 128), römischer Suffektkonsul 128

## Weitere
- Thorius Flaccus, römischer Statthalter
- Aulus Avillius Flaccus, Präfekt von Ägypten 32–38
- Aulus Persius Flaccus (34–62), Dichter
- Gaius Bellicius Flaccus Torquatus Tebanianus, Konsul 124, 143
- Gaius Calpurnius Flaccus, römischer Suffektkonsul
- Gaius Iulius Flaccus Aelianus, römischer Statthalter
- Gaius Nonius Flaccus, römischer Offizier (Kaiserzeit)
- Gaius Norbanus Flaccus (Konsul 38 v. Chr.), römischer Politiker
- Gaius Norbanus Flaccus (Konsul 24 v. Chr.), römischer Politiker
- Gaius Norbanus Flaccus (Konsul 15), römischer Politiker
- Marcus Arrius Flaccus, römischer Suffektkonsul 79
- Marcus Clodius Flaccus, römischer Ritter (Kaiserzeit)
- Marcus Hordeonius Flaccus, Kommandeur der Rheinlegionen während der Bataveraufstands, getötet 70
- Marcus Verrius Flaccus, freigelassener Gelehrter
- Lucius Aurelius Flaccus, römischer Suffektkonsul 140
- Lucius Aurelius Flaccus Sempronius Hispanus, römischer Offizier (Kaiserzeit)
- Lucius Pomponius Flaccus, Konsul 17
- Quintus Horatius Flaccus (Horaz)
- Quintus Volusius Flaccus Cornelianus, Konsul 174
- Titus Flavius Flaccus, römischer Offizier (Kaiserzeit)
- Titus Robilius Flaccus, antiker römischer Toreut

Flaccus war eine Latinisierung des deutschen Familiennamens Fleck.